# 安溪清水岩
安溪清水岩，是位於中国福建省安溪县蓬莱镇的佛教寺廟，也是中国国家4A级旅游景区与朝圣旅游地。
安溪清水岩有蓬莱祖殿、朝圣台阶、清水山门、圣泉、窥天古樟、方鉴塘、枝枝朝北和清水法门等景点，因北宋時，高僧清水祖師即在此地修行，其中蓬莱祖殿主要是供奉清水祖师，也是風行臺灣與南洋的清水祖師信仰發源地。
2013年3月5日公布为第七批全国重点文物保护单位。

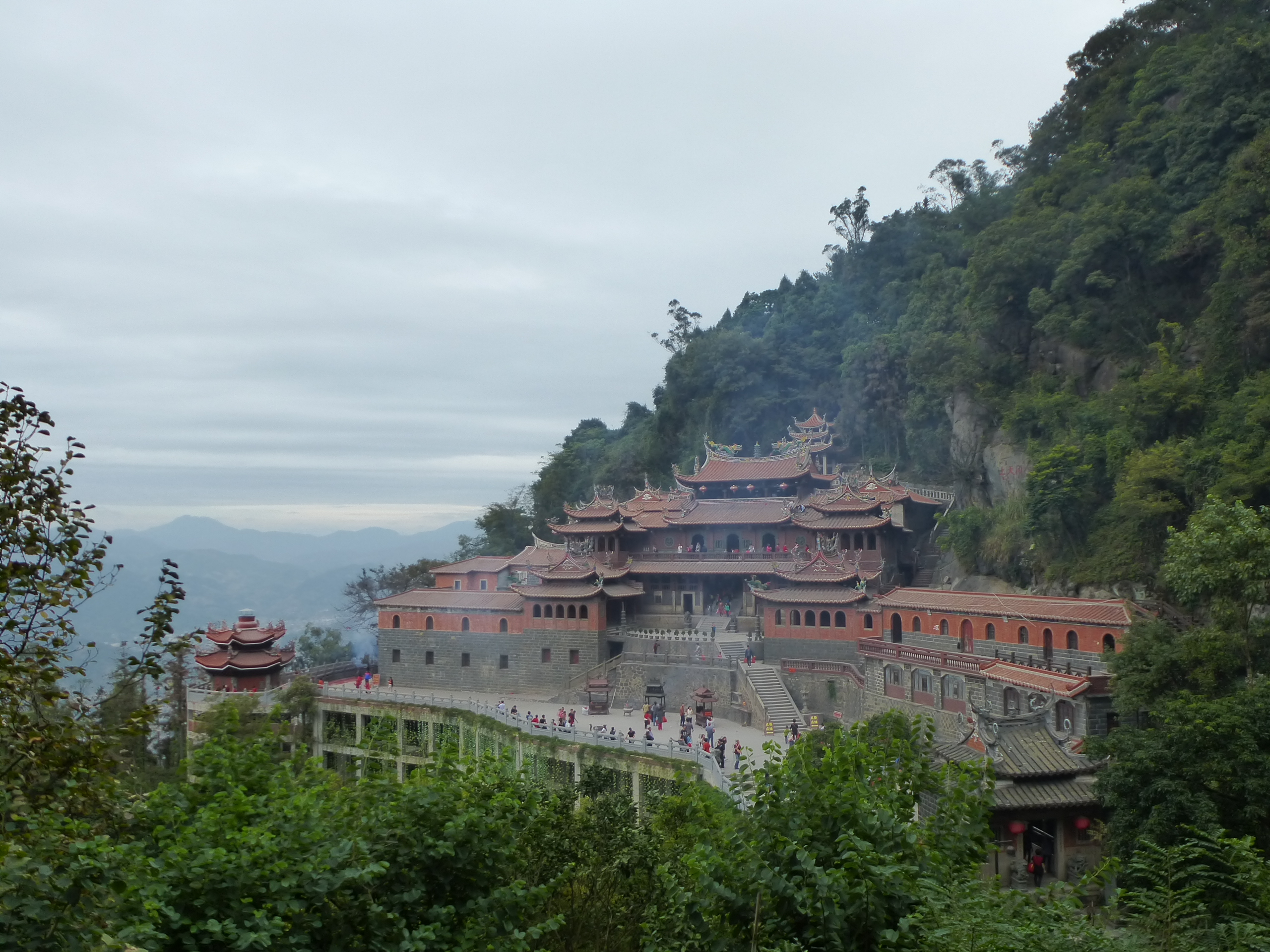
安溪清水岩“帝”字形主殿

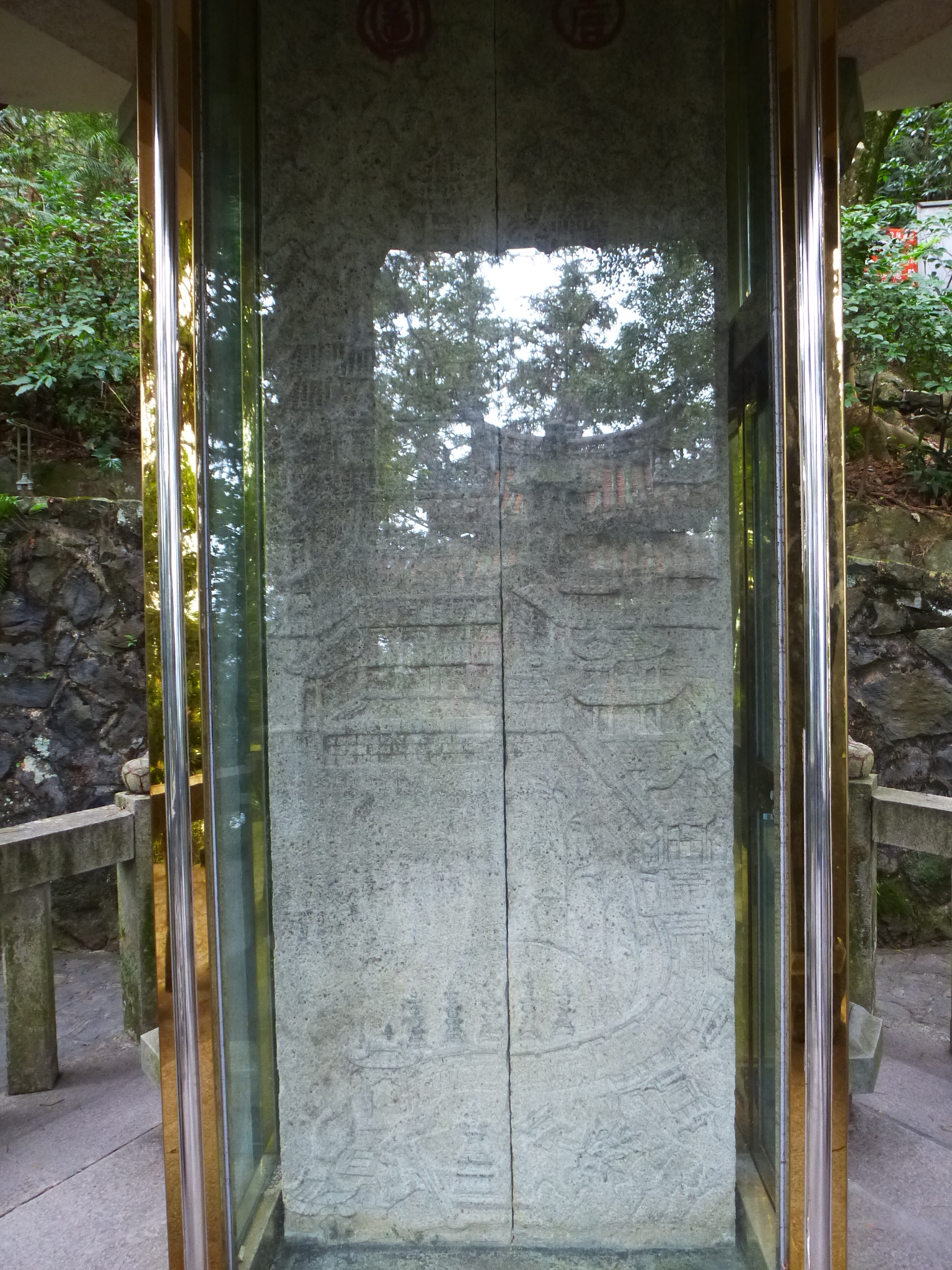
南宋“岩图碑”